# Elachiptera scrobiculata
Elachiptera scrobiculata är en tvåvingeart som först beskrevs av Gabriel Strobl 1901.  Elachiptera scrobiculata ingår i släktet Elachiptera och familjen fritflugor. Arten är reproducerande i Sverige. Inga underarter finns listade i Catalogue of Life.